# Krasznokamszk
Krasznokamszk (oroszul: Краснокамск) város Oroszország Permi határterületén, Krasznokamszk városi körzet székhelye.
Lakossága: 51 916 fő (a 2010. évi népszámláláskor).

## Fekvése
A Permi határterület központi részén, Permtől közúton 35 km-re nyugatra, a Káma jobb partján helyezkedik el. Tizenkét kilométer hosszan nyújtózik el a Káma mentén Perm délnyugati, folyón túli külvárosa felé.

## Története
A cellulóz- és papíripari kombinát építésének kezdetén, 1929-ben létrejött munkástelepülésből alakult ki. Eredeti neve Bumsztroj (az „orosz ”papír és „építés ”szavak rövidítésének összevonása), ezt 1933-ban cserélték Krasznokamszkra. 1934-ben az építkezés körzetében olajlelőhelyet tártak fel; hamarosan megkezdték a kitermelést és 1975-ig folytatták, akkor műszaki okok miatt abbahagyták. A település 1938-ban kapott városi rangot. Ekkor a kombinát néhány épülete mellett már álltak a Goznak papírgyár épületei, és működött az újonnan épített hőerőmű is.

## Gazdasága
A város két vezető termelővállalata egyazon iparághoz tartozik. A legnagyobb létesítmény továbbra is a település alapítása óta működő cellulóz- és papíripari kombinát. Mellette a Goznak papírgyár különleges minőségű és célú papírt készít, például bankjegy, értékpapírok, fontos iratok céljára.
A fémszitagyár a második világháború idején Kolcsugino városból evakuált kis üzemből nőtt ki. Az egyetlen oroszországi üzem, mely a papírgyártásban használt fémszitákat is készít, egyéb márkázott (ROSSET) termékei széles körű ipari és mezőgazdasági felhasználásra készülnek.
A Szpecnyeftyehimmas Rt. elődje egy ukrajnai kőolajfeldolgozó gyár volt, melyet szintén a világháború idején evakuáltak Krasznokamszkba. Az 1970-es években átalakult olajvegyészeti gépgyárrá (Nyeftyehimzapcsaszty). Napjainkban a gépgyár különféle berendezéseket készít vegyipari és gépipari cégek, különösen kőolajfeldolgozó és olajvegyészeti vállalatok számára.
Az 1996-ban alapított Karbokam Zrt. a Lamberti S.p.A. olasz cég technológiájával dolgozik. Fő terméke a karboximetil-cellulóz és a polianionic-cellulóz(?), melyet a gáz- és olajiparban, az építő- és a textiliparban, valamint a papírgyártásban használnak fel.